# Khram
Khram (ruski: Храм, "Hram") je osmi studijski album ruskog pagan metal sastava Arkona. Diskografska kuća Napalm Records objavila ga je 19. siječnja 2018. godine.

## Popis pjesama
Tekstovi i glazba: Masha "Scream", osim za pjesmu "Volchitsa", koju je napisao Vedan Kolod. 
| 1.    | »Mantra (Intro)« (Мантра (Интро))                     |                             | 3:51  |
| 2.    | »Shtorm« (Шторм)                                      | Oluja                       | 5:12  |
| 3.    | »Tseluya zhizn'« (Целуя жизнь)                        | Ljubljenje života           | 17:11 |
| 4.    | »Rebionok bez imeni« (Ребёнок без имени)              | Dijete bez imena            | 11:58 |
| 5.    | »Khram« (Храм)                                        | Hram                        | 9:50  |
| 6.    | »V pogonie za beloj ten'yu« (В погоне за белой тенью) | U potjeri za bijelom sjenom | 7:49  |
| 7.    | »V ladonyah bogov« (В ладонях богов)                  | U dlanovima bogova          | 9:16  |
| 8.    | »Volchitsa« (Волчица; obrada Vedan Koloda)            | Vučica                      | 8:03  |
| 9.    | »Mantra (Outro)« (Мантра (Оутро))                     |                             | 0:55  |
| 74:05 |                                                       |                             |       |

## Recenzije
Recenzent Metal Hammera komentirao je da na ovom albumu Arkona prikazuje jednaku žestinu koja je bila prisutna i na njegovim prethodnicima. Međutim, napomenuo je da su utjecaji black metala i "neobičnih melodija" na ovom albumu puno jači. Prema riječima Sonic Seducera album prikazuje prirodnu evoluciju grupe u vokalnom, skladateljskom i instrumentalnom smislu. U tematskom smislu "posvećen je ... slavljenju flore i faune". Teamrockova recenzija spomenula je da je Khram "vrlo avanturističan" i pohvalila je Arkonino iskreno izražavanje poganskih ideala.

## Zasluge
| Arkona - Masha "Scream" – vokali, klavijature, udaraljke, produkcija - Ruslan "Kniaz" – bas-gitara - Sergei "Lazar" – gitara, snimanje, miksanje, mastering, produkcija - Vladimir "Volk" – gaita gallega, frula, Tin Whistle, Low Whistle, sopilka - Andrei Ischenko – bubnjevi Dodatni glazbenici - Robert Engstrand – klavir (na pjesmi "V ladonyah bogov") - Anatoly Pakhalenko – vokali (na pjesmi "Mantra (Intro)") - Alexander Kozlovskiy – violončelo (na pjesmi "Tseluya zhizn'") - Alexander – tuba (na pjesmi "Tseluya zhizn'") - Bogdan – recitacija (na pjesmi "Tseluya zhizn'") - Radimir – recitacija (na pjesmi "Tseluya zhizn'") | Ostalo osoblje - Vladimir Chebakov – dizajn - Rotten Phantom – ilustracije - Ele Kachalina – fotografija - Sergey AR Pavlov – prijevod tekstova pjesama na engleski |